# Reinier Willem Tadama
Reinier Willem Tadama (Negapatnam (Voor-Indië), 9 december 1771 - Amsterdam, 20 maart 1812) was een Nederlands advocaat en politicus ten tijde van de Bataafse Republiek.
Tadama was een in een handelspost in Indië geboren zoon van een Amsterdamse VOC-koopman, die in de Bataafse tijd bestuursfuncties bekleedde. Hij werd in 1795 als democratisch patriot secretaris van Amsterdam en in 1798 de eerste agent (minister) van Justitie. Daarna werd Tadama lid van het gematigde Uitvoerend Bewind. Aan zijn politieke loopbaan kwam in oktober 1798 feitelijk een einde en daarna stapte hij over naar de rechterlijke macht.
- Biografisch Portaal: 32587082
- Digitale Bibliotheek voor de Nederlandse Letteren: tada002
- International Standard Name Identifier: 0000 0003 9099 3407
- Nederlandse Thesaurus van Auteursnamen: 073258792
- Parlement.com: vg09llzozfwn
- Virtual International Authority File: 208633568
- WorldCat: E39PBJdcx8VdYjPP9mmkDHG8md